# Glenaire, Missouri
Glenaire, Missouri (енгл. Glenaire) град је у америчкој савезној држави Мисури.

## Демографија
По попису из 2010. године број становника је 545, што је 8 (-1,4%) становника мање него 2000. године.
| Група             | 2000.       | 2010.       |
| Белци             | 531 (96,0%) | 520 (95,4%) |
| Афроамериканци    | 0 (0,0%)    | 2 (0,4%)    |
| Азијати           | 2 (0,4%)    | 5 (0,9%)    |
| Хиспаноамериканци | 6 (1,1%)    | 8 (1,5%)    |
| Укупно            | 553         | 545         |